# Bittermeren
De Bittermeren zijn een langgerekt met zout water gevuld bekken in de landengte van Suez. De Bittermeren verbinden het noordelijke en het zuidelijke deel van het Suezkanaal.
De Bittermeren bestaan uit het Grote Bittermeer (Arabisch: البحيرة المرة الكبرى – al-Buhayrah al-Murra al-Kubra) en het ermee verbonden Kleine Bittermeer (البحيرة المرة الصغرى – al-Buhayrah al-Murra as-Sughra). De meren hebben samen een oppervlakte van 220 tot 250 km² en worden omgeven door woestijn. Aan het zuidelijke uiteinde van het Grote Bittermeer is de invloed van eb en vloed van de Rode Zee nog merkbaar.
Voor het graven van het Suezkanaal lag het waterpeil in de Bittermeren 10 meter lager dan nu. Het Suezkanaal heeft geen sluizen, waardoor water zowel uit de Rode Zee als uit de Middellandse Zee de Bittermeren kan bereiken en het water dat door verdamping verdwijnt kan aanvullen. De Bittermeren hebben ook een dempende invloed op de getijden in het Suezkanaal.

## Afbeeldingen

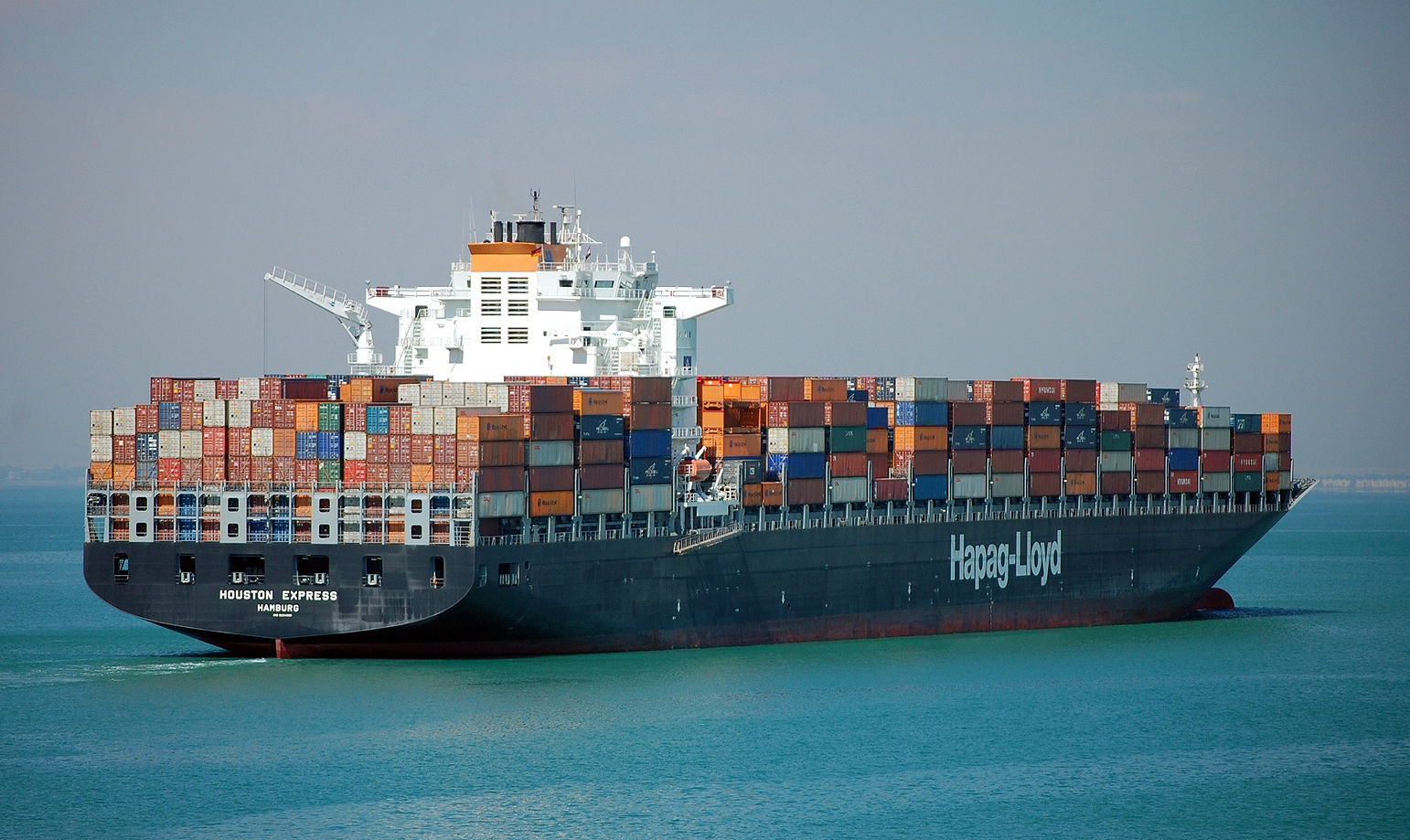
Containerschip, 2009
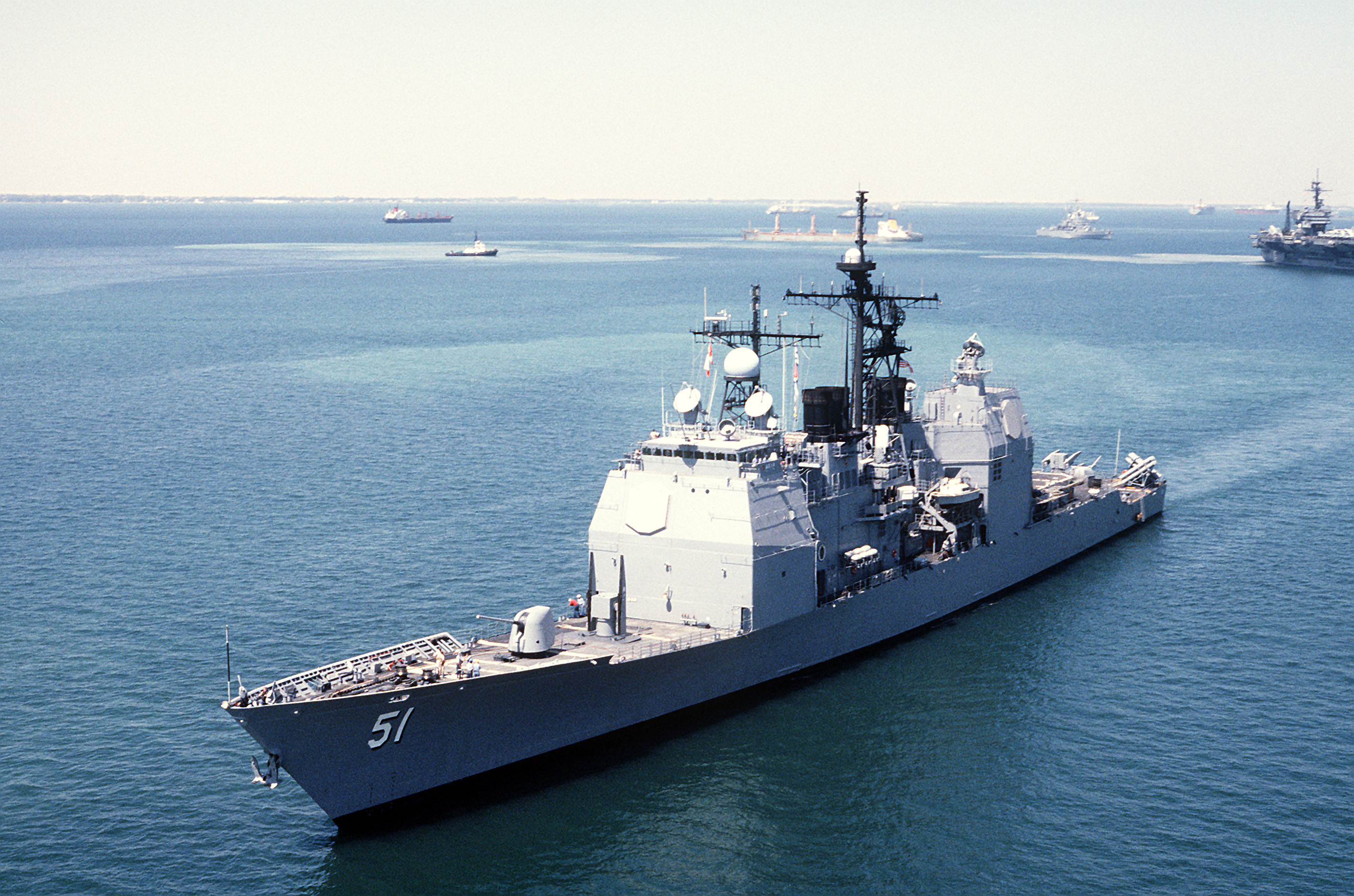
VS Marineschip, Grote Bittermeer 1990
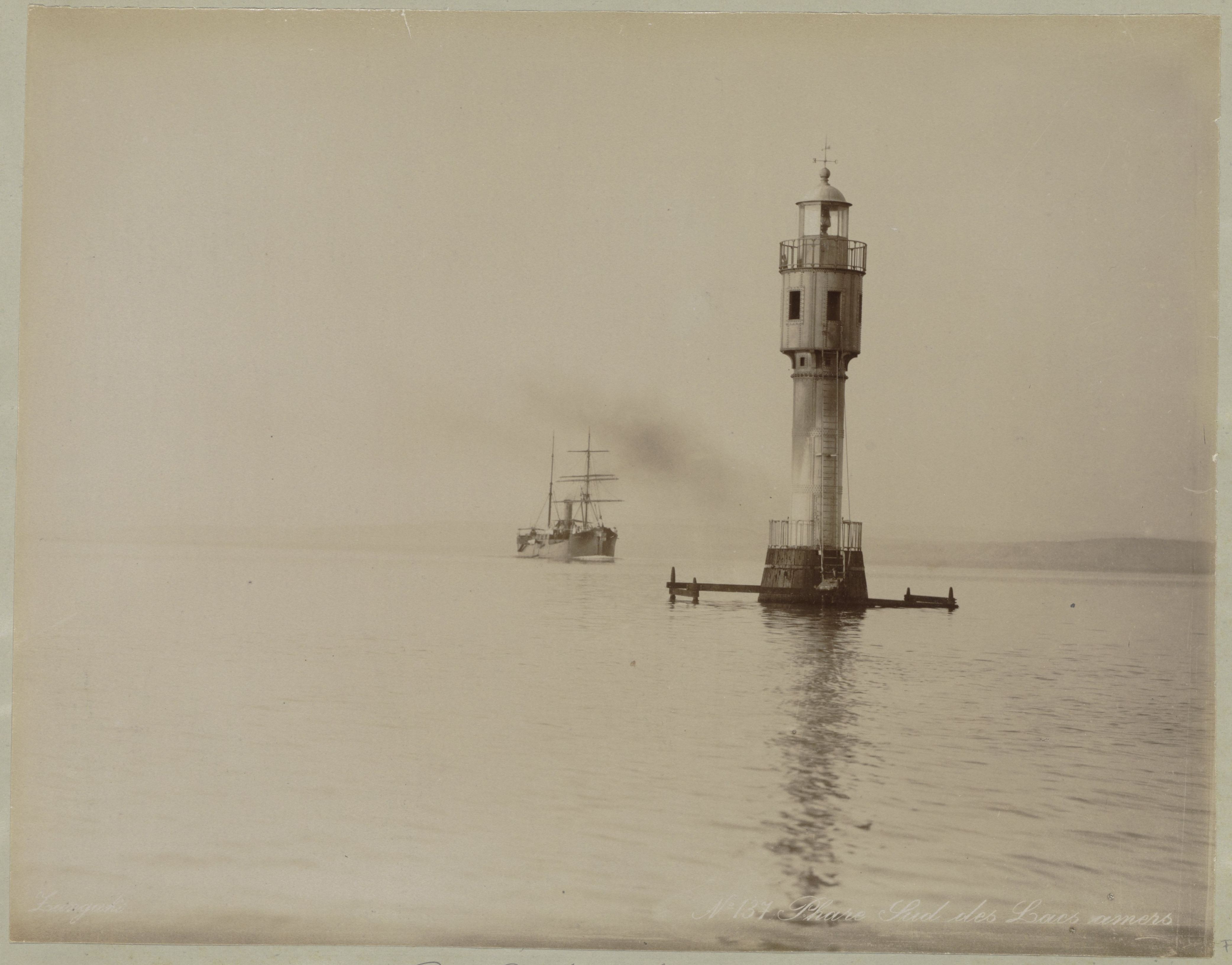
Vuurtoren bij de Bittermeren, 1885

Abayameer · Abbemeer · Abijattameer · Afrerameer · Albertmeer · Assalmeer · Awasameer · Bamendjingmeer · Bangweulumeer · Baringomeer · Basakameer · Bittermeren · Cahora Bassa · Chamomeer · Delcommunemeer · Edwardmeer · Fitrimeer · Georgemeer · Guiersmeer · Hajkmeer · Kabambameer · Kabelemeer · Kabwemeer · Karibameer · Kisalemeer · Kitshomponshimeer · Kivumeer · Kokameer · Kyogameer · Lac Rose · Langanomeer · Mai-Ndombemeer · Manantalimeer · Malawimeer · Manyekemeer · Mofwelagune · Mwerumeer · Mweru-Wantipameer · Naivashameer · Nakurumeer · Nassermeer ·   Nyosmeer · Nzilomeer · Shalameer · Tanameer · Tanganyikameer · Tele-meer · Toshkameren · Tshangalelemeer · Tsjaadmeer · Tumbameer · Turkanameer · Upembameer · Victoriameer · Voltameer · Walilupemeer · Zimbambomeer · Ziwaymeer